# Bạo hành thể chất
Bạo hành thể chất hay là Lạm dụng thân thể,  lạm dụng cơ thể  là bất kỳ hành động cố ý nào gây thương tích hoặc chấn thương cho người khác hoặc động vật bằng cách tiếp xúc cơ thể. Trong nhiều trường hợp, trẻ em là nạn nhân của Lạm dụng thân thể, nhưng người lớn cũng có thể là nạn nhân, như trong trường hợp bạo hành gia đình hoặc xâm hại tại nơi làm việc. Các thuật ngữ đôi khi được sử dụng thay thế nhau bao gồm hành hung thể chất hoặc bạo lực thể xác, và có thể bao gồm cả lạm dụng tình dục. Lạm dụng thân thể có thể liên quan đến nhiều hơn một kẻ ngược đãi, và nhiều hơn một nạn nhân.

## Hình thức
Lạm dụng thân thể có nghĩa là một hành động bất kỳ hoặc hành vi không ngẫu nhiên nào gây thương tích, chấn thương hoặc đau đớn thể xác hoặc tổn thương cơ thể. Hành vi ngược đãi đối với trẻ em thường là kết quả nỗ lực của cha mẹ để kỷ luật con cái họ thông qua việc trừng phạt quá mức.

## Nguyên nhân
Một số nguyên nhân của Lạm dụng thân thể đối với trẻ em đã được xác định, phổ biến nhất trong số đó, theo Mash và Wolfe, là:
- nhiều bậc cha mẹ lạm dụng hay bỏ bê con cái đã có ít tiếp xúc với các mô hình hỗ trợ phụ huynh tích cực.
- thường có mức độ căng thẳng (stress) lớn hơn trong môi trường gia đình.
- nhiễu loạn trong xử lý thông tin của các bậc phụ huynh làm cho họ hiểu lầm hoặc bị đánh lạc hướng hành vi của con cái họ, dẫn đến có những phản ứng không thích hợp.
- thường có sự thiếu nhận thức hay hiểu biết về kỳ vọng phát triển phù hợp của trẻ.[3]

## Ảnh hưởng
Những đứa trẻ bị ngược đãi về mặt thể chất có nguy cơ bị các vấn đề về cá nhân sau này liên quan đến hành vi hung hăng và thanh thiếu niên có nguy cơ lạm dụng chất gây nghiện cao hơn nhiều. Ngoài ra, các triệu chứng trầm cảm, đau khổ về cảm xúc, và ý tưởng tự sát cũng là những đặc điểm chung của những người bị Lạm dụng thân thể. Các nghiên cứu cũng chỉ ra rằng trẻ em có tiền sử Lạm dụng thân thể có thể đáp ứng các tiêu chí DSM-IV-TR về rối loạn stress sang chấn thương (PTSD).  Có đến một phần ba số trẻ em bị Lạm dụng thân thể cũng có nguy cơ bị lạm dụng khi người lớn
Các nhà nghiên cứu đã chỉ ra các hiệu ứng tâm lý sinh học tiềm ẩn khác của Lạm dụng thân thể trẻ em khi nuôi dạy con cái, khi trẻ em bị lạm dụng trở thành người lớn. Những phát hiện gần đây có thể, ít nhất là một phần, được xúc tiến bởi những thay đổi biểu sinh tác động đến sự điều tiết của sinh lý học căng thẳng. Nhiều hậu quả tiềm ẩn quan trọng khác của Lạm dụng thân thể phát triển của trẻ em ở tuổi vị thành niên, sức khỏe thể chất và tinh thần người lớn đã được ghi nhận qua các nghiên cứu Adverse Childhood Experiences (ACE).

## Điều trị
Tìm kiếm điều trị là không thể cho phần lớn những người bị lạm dụng thể chất, và những người đang tìm kiếm điều trị thường dưới một số hình thức ràng buộc pháp lý. Các lựa chọn phòng ngừa và điều trị cho trẻ em bị Lạm dụng thân thể bao gồm: nâng cao trải nghiệm tích cực sớm trong sự phát triển mối quan hệ giữa bố mẹ và con cái, cũng như thay đổi cách cha mẹ dạy, kỷ luật và chăm sóc con cái.
Can thiệp dựa trên các bằng chứng bao gồm liệu pháp hành vi nhận thức (CBT), cũng như các biện pháp can thiệp phản hồi bằng video và tâm lý trị liệu theo định hướng tâm động học cha mẹ - con cái; tất cả đều nhắm mục tiêu cụ thể vào các trải nghiệm tức giận và niềm tin bị bóp méo, cung cấp chương trình đào tạo, phản hồi, hỗ trợ và mô hình tập trung vào các kỹ năng và kỳ vọng nuôi dạy con cái, cũng như tăng sự đồng cảm cho trẻ bằng cách hỗ trợ cha mẹ lắng nghe quan điểm của đứa con mình.
Các hình thức điều trị này có thể bao gồm đào tạo về năng lực xã hội và quản lý nhu cầu hàng ngày trong việc nỗ lực giảm căng thẳng từ cha mẹ, là yếu tố nguy cơ đã biết trong Lạm dụng thân thể trẻ em. Mặc dù các chiến lược điều trị và phòng ngừa này để giúp trẻ em bị lạm dụng và cha mẹ của trẻ, nhưng một số phương pháp này cũng có thể được áp dụng cho cả người lớn bị Lạm dụng thân thể.

## Động vật khác
Lạm dụng thân thể cũng đã được mô tả ở loài chim cánh cụt Adélie Nam Cực.

## Các hình thức
- Hành hung
- Hội chứng người bị đánh đập
- Lạm dụng trẻ em
- Bạo lực gia đình
- Kỹ thuật thẩm vấn nâng cao
- Bắt nạt
- Khinh thường
- Lạm dụng tâm lý
- Tra tấn
- Bạo lực